# 哈维尔·索托马约尔
哈维尔·索托马约尔·萨纳布里亚（西班牙語：Javier Sotomayor Sanabria，1967年10月13日—），古巴男子跳高运动员，男子跳高世界纪录2.45米和室内世界纪录2.43米的保持者。他也是1992年奥运会金牌、2000年奥运会银牌得主，93年和97年世界田径锦标赛金牌、91年和95年世锦赛银牌得主。

## 外部連結
- 哈维尔·索托马约尔在的頁面
- （西班牙文）
- YouTube上的World Record high jump